# Старая студия братьев Уорнеров
Старая студия братьев Уорнеров (англ. Old Warner Brothers Studio), также известная как студия КТЛА (англ. KTLA Studios) и студия Трибьюн (англ. Tribune Studios) — здание на бульваре Сансет в Голливуде, Лос-Анджелес, США, в котором располагались и располагаются несколько известных кинокомпаний. В 2002 году здание было включено в Национальный реестр исторических мест США.
В декабре 1934 года, на студии Уорнер Бразерс в Бербанке пожар уничтожил 15 акров (61 000 м2), вынудив компанию перенести свою студию обратно на Сансет Бульвар. После пожара, Джек Л. Уорнер сказал: «У нас есть вполне достаточно средств на нашей студии на Бульваре Сансет, чтобы позаботиться о всех непосредственных механических и конструкционных требованиях».
Многие телесети снимают здесь свои телешоу, например, телесериал Ханна Монтана на Disney Channel.
Студия была построена в 1950-х годах, как Golden West Studios она принадлежала «ковбою» Джину Отри. В 1985 году Tribune Company выкупила студию.
Виктория Реканьо работает в этой компании.